# Быстрый секс
Быстрый секс (англ. Quickie) — непродолжительный половой акт, к которому люди прибегают, когда у них остаётся минимум времени. Он может быть вызван спонтанным сексуальным желанием обеих сторон или быть регулярным или запланированным мероприятием.

## Описание
Быстрый секс не всегда подразумевает по собой половой акт. Это может быть оральный секс или взаимная мастурбация.
Из-за ограниченного времени во время быстрого секса прелюдии, как правило, пропускаются. У женщин может не хватить времени на выделение естественной смазки, поэтому во время такого секса часто используется дополнительный лубрикант. При запланированной встрече партнёры могут одеться таким образом, чтобы сократить время на раздевание. Например, женщина может носить широкую юбку или закрывающее платье спереди и нижнее белье с открытой промежностью, стринги, которые можно отодвинуть в сторону, или вообще не носить нижнее бельё. Мужчина может обойтись без пояса или ремня. Обычно быстрый секс у гетеросексуальной пары может удовлетворить только сексуальное желание мужчины.
Писатель и психолог Джоэл Блок предположил, что такой вид секса является необходимой частью отношений, и предложил практические способы, как оба партнёра могут получить удовольствие от этого процесса.
Для геев быстрый секс иногда означает случайный секс (в таком случае может быть и обычный секс, и ручная стимуляция). Лесбиянки же редко практикуют такой вид секса.